# Vaderlandsplein
Vaderlandsplein (Frans: Place de la Patrie) is een zeshoekig plein in de Brusselse gemeente Schaarbeek. Het plein vormt een onderbreking van de Rogierlaan. 

## Ligging
Het Vaderlandsplein wordt door de Rogierlaan in westelijke richting verbonden met het Weldoenersplein en in oostelijke richting met het Meiserplein. De Joseph Coosemansstraat komt uit op het plein. Aan de westzijde wordt het plein gesneden door de Chazallaan. Op het plein staan bomen, en er bevinden zich een fontein en een speeltuin.  

## Ontwerp
Het plein werd onder leiding van gemeentelijk ingenieur der Openbare Werken Octave Houssa ontworpen in het kader van de oostelijke verlenging van de Rogierlaan. Op het plein moest oorspronkelijk een kerk komen, vandaar dat op de eerste plannen het plein vermeld werd als “Kerkplein”. Dit project werd echter in 1911 afgeblazen omdat de locatie weinig geschikt werd geacht om het centrum van een parochie te worden. Het plein kreeg zijn definitieve naam tijdens de gemeenteraadszitting van 20 augustus 1915, tijdens de Duitse bezetting.

## Openbaar vervoer
Op het plein bevindt zich halte Vaderland van de tramlijnen 25 en 62 en nachtbus N04. Net om de hoek op de Chazallaan bevindt zich bushalte Vaderland van de lijnen 64 en 65 van de Brusselse stadsbus.  

## Referentie
- irismonument.be